# HD 174387
HD 174387 (HR 7092) är en ensam stjärna i norra delen av stjärnbilden Kikaren. Den har en högsta skenbar magnitud av ca 5,49 och är svagt synlig för blotta ögat där ljusföroreningar ej förekommer. Baserat på parallax enligt Gaia Data Release 3 på ca 4,0 mas, beräknas den befinna sig på ett avstånd på ca 810 ljusår (ca 249 parsek) från solen. Den rör sig närmare solen med en heliocentrisk radialhastighet på ca -28 km/s.

## Egenskaper
HD 173487 är en åldrande röd till orange jättestjärna  av spektralklass M0 III. Den har en massa som är ca 1,1 solmassa, en radie som är ca 83 solradier och har ca 900 gånger solens utstrålning av energi från dess fotosfär vid en effektiv temperatur av ca 3 900 K. Stjärnan misstänks vara variabel med magnitud från 5,59 till 5,63 i Hipparcos passband.